# Concerti per organo e orchestra op. 4
(Johann Mattheson, Der vollkommene Capellmeister, 1739)

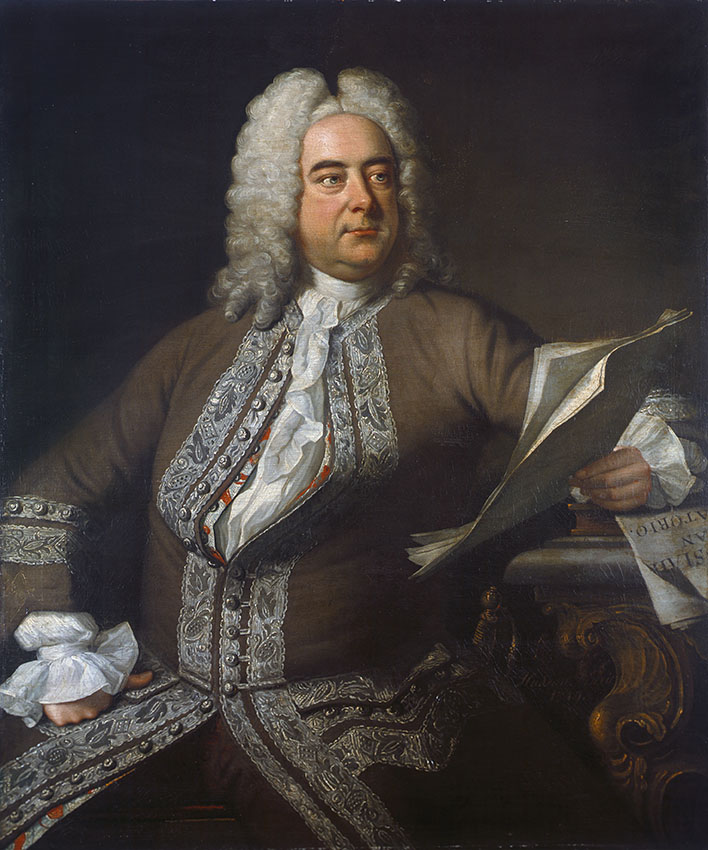
Georg Friedrich Händel.

Con l'espressione concerti per organo e orchestra op. 4 HWV 289-294 ci si riferisce a una raccolta di sei composizioni di Georg Friedrich Händel, scritte a Londra fra il 1735 e il 1736 e pubblicate nel 1738 dall'editore John Walsh.

## Storia
I sei concerti per organo e orchestra vennero pubblicati nel 1738 da John Walsh come opus 4 di Händel. Composti per rendere piacevole l'attesa durante gli intervalli degli oratori da rappresentare al Covent Garden, Händel utilizzò l'organo, strumento fino ad allora relegato al mero servizio liturgico, per fargli assumere un carattere nuovo, più mondano e brillante. Dalle partiture si nota che l'esecuzione di questi concerti non necessita di uno strumento di grandi dimensioni, richiedendo solo rarissimamente l'uso della pedaliera e rendendo perciò i concerti eseguibili anche al clavicembalo.
I quattro concerti HWV 290-293 erano stati composti ed eseguiti come intervalli nelle rappresentazioni degli oratori Esther, Deborah e Athalia nel marzo e aprile 1735 presso il nuovo teatro del Covent Garden. Gli altri due concerti, HWV 289 e HWV 294, vennero eseguiti nel febbraio e nel marzo 1736 come intervalli durante la rappresentazione di Alexander's Feast HWV 75.
Le esecuzioni di Ester e Deborah erano semplici repliche, mentre l'Athalia era un riarrangiamento della prima esecuzione, rappresentata a Oxford nell'estate 1733. Il violinista Michael Christian Festing e il compositore Thomas Arne riferirono che Händel incluse un organo solista nel riarrangiamento: Händel suonò all'organo in maniera da lasciare tutti stupefatti.
Secondo il musicologo Graham Cummings, Händel ideò i concerti per organo e orchestra perché, trovandosi in difficoltà finanziarie a causa delle sue opere, messe in difficoltà dalla competizione contro l'Opera della Nobiltà, una compagnia teatrale di recente formazione, decise di presentarsi come virtuoso dell'organo, sfidando così il celebre castrato Farinelli, stella della compagnia rivale, nell'attrazione del pubblico.

## Struttura
| HWV | Numero       | Tonalità                  | Data di composizione | Prima esecuzione | Anno di pubblicazione | Movimenti                                                                             | Note |
| --- | ------------ | ------------------------- | -------------------- | ---------------- | --------------------- | ------------------------------------------------------------------------------------- | --- |
| 289 | Op. 4 num. 1 | Sol minore / Sol maggiore | 1735-1736            | 19 febbraio 1736 | 1738                  | Larghetto, e staccato - Allegro - Adagio - Andante                                    | Eseguito per la prima volta come interludio dell'oratorio Alexander's Feast HWV 75. L'ultimo movimento è un minuetto con variazioni tratto dalla triosonata in fa maggiore op. 6 num. 6. |
| 290 | Op. 4 num. 2 | Si bemolle maggiore       | 1735                 | 5 marzo 1735     | 1738                  | A tempo ordinario, e staccato - Allegro - Adagio, e staccato - Allegro, ma non presto | Eseguito per la prima volta come interludio dell'oratorio Esther HWV 50b. Il primo movimento è una versione ampliata della symphonia tratta dal mottetto per soprano Silete venti. Il secondo movimento riutilizza materiale tematico tratto dalla triosonata op. 2 num. 4.                                                                |
| 291 | Op. 4 num. 3 | Sol minore                | 1735                 | 5 marzo 1735     | 1738                  | Adagio - Allegro - Adagio - Allegro                                                   | Dell'ultimo movimento esistono diverse versioni. Eseguito per la prima volta come interludio dell'oratorio Esther HWV 50b. Include parti tratte della triosonata op. 2 num. 6, dalla sonata per flauto op. 1 num. 2 e da un concerto per oboe. Le prime battute del primo movimento vennero riutilizzate nel concerto grosso op. 3 num. 3. |
| 292 | Op. 4 num. 4 | Fa maggiore               | 25 marzo 1735        | 1º aprile 1735   | 1738                  | Allegro - Andante - Adagio - Allegro                                                  | Originariamente concluso dall'Alleluja, un breve finale orchestrale probabilmente composto da Händel per le pubblicazioni di Walsh. Gran parte del primo movimento deriva dall'introduzione della seconda versione del coro Questo è in cielo dal primo atto dell'opera Alcina.                                                            |
| 293 | Op. 4 num. 5 | Fa maggiore               | 1735                 | 26 marzo 1735    | 1738                  | Larghetto - Allegro - Alla Siciliana - Presto                                         | Eseguito per la prima volta come interludio dell'oratorio Deborah HWV 51. Trascrizione della sonata per flauto op. 1 num. 1. |
| 294 | Op. 4 num. 6 | Si bemolle maggiore       | 1736                 | 19 febbraio 1736 | 1738                  | Andante allegro - Larghetto - Allegro moderato                                        | Eseguito per la prima volta come interludio dell'oratorio Alexander's Feast HWV 35. Originariamente composto per arpa. |

## Analisi

### HWV 289
Il larghetto di apertura di questo concerto ha due temi per il ritornello: uno indicato come Forte e uno in Piano, con l'organo che risponde in forma di eco. L'allegro seguente, in sol maggiore, è costituito da brillanti passaggi virtuosistici di semicrome per l'organo,  accompagnato dal tutti dell'orchestra. Un breve adagio in mi minore conduce a un minuetto  in sol maggiore con due variazioni. L'eco delle risposte degli archi sono contrassegnate Piano e Pianissimo e l'organo, a volte, è accompagnato solo dal basso continuo.

### HWV 290
Questo concerto richiama, nello stile, le prime composizioni di Händel a Londra. Tuttavia, nonostante le figurazioni di semicrome apparentemente convenzionali, appaiono evidenti la maturità e l'inventiva del compositore.

### HWV 291
Le parti solistiche per violino e violoncello nel primo movimento sono un parziale adattamento delle parti solistiche della triosonata alla quale è ispirato questo concerto.

### HWV 292
Questo concerto è in tre movimenti. Un breve adagio in re minore funge da collegamento fra il secondo movimento e la fuga conclusiva. L'andante è composto per archi senza cembalo, mentre per l'organo è previsto l'uso di tre registri: diapason aperto, diapason chiuso e flauto, indicando che probabilmente il concerto venne ideato per uno strumento di piccole dimensioni.

### HWV 293
Trascrizione della sonata per flauto op. 1 num. 1, questo concerto richiama nello stile le composizioni di Arcangelo Corelli, autore conosciuto personalmente da Händel.

### HWV 294
Questo concerto venne originariamente composto per l'arpista gallese William Powell. In tre movimenti, lo stile del concerto riflette le composizioni giovanili di Händel.